# Adam Mickiewicz

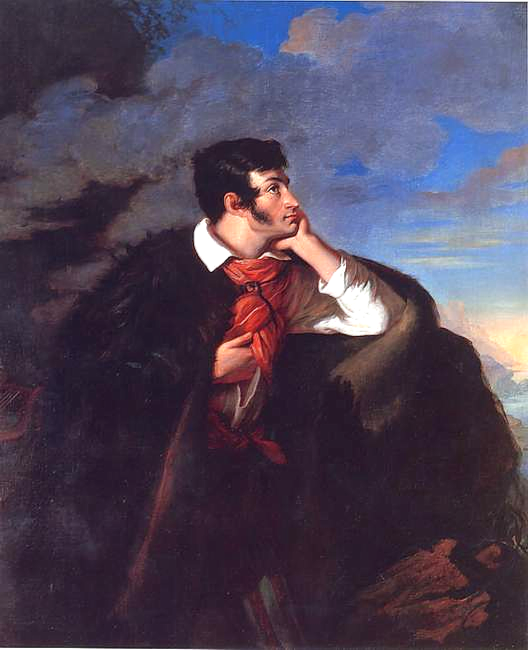
Walenty Wańkowicz festménye, 1828

Adam Bernard Mickiewicz (litvánul: Adomas Bernardas Mickevičius, Zaoszje birtok, Litván kormányzóság, Orosz Birodalom, 1798. december 24. – Isztambul, Oszmán Birodalom, 1855. november 26.) lengyel költő, író. Zygmunt Krasiński, Juliusz Słowacki és Cyprian Kamil Norwid mellett a 19. század egyik legnagyobb romantikus lengyel költője. A három bárd egyike.

## Életútja
Nemesi családból származott, apja tekintélyes ügyvéd volt. Tanulmányait Novogrudokban kezdte, 1815-ben a vilnai egyetemen tanult, 1819 és 1823 között latin nyelvet tanított a kovnói (ma: Kaunas) iskolában. Szerencsétlen szerelme (Maryla Wereszczakówna iránt, aki később Puttkammer grófné lett) csaknem a sír szélére vitte. 1824-ben a wilnói ifjak szövetségével együtt elfogták, több hónapi fogságot szenvedett, és elrendelték Oroszországba költözését. Ekkor Szentpétervárra, onnan Odesszába, majd a Krímbe ment, ott írta híres Krími szonettek című versciklusát. Közben megismerkedett az orosz dekabristákkal és Puskinnal is. 1829-ben Antoni Edward Odyniec társaságában külföldre utazott: felkereste Goethét, bejárta Olaszországot és 1832-ben Párizsba ment, ahol három évvel később feleségül vette Celina Szymanowskát, a híres zongoravirtuóz leányát. Anyagi gondokkal küzdve, 1839-ben Lausanne-ban a latin irodalom egyetemi tanára, 1840-től a párizsi Collège de France-ban a szláv irodalmak tanára volt, később azonban a misztikus tanokat hirdető Andrzej Towiańskival tartott kapcsolata miatt megfosztották őt tanszékétől. 1848-ban Rómába ment, hogy Ausztria ellen lengyel légiót szervezzen, de csakhamar visszatért Párizsba, ahol a La Tribune des Peuples című lapot szerkesztette, melyet azonban betiltottak. 1852-ben a Bibliothèque de l'Arsenal könyvtárosi hivatalát kapta, de a krími háború kitörésekor azonnal Törökországba ment, hogy lengyel légiót szervezzen. Konstantinápolyban halt meg kolerában. Holttestét előbb Montmorencyban, a Les Champeaux temetőben, majd 1890-ben a krakkói Waweli székesegyházban, a Nemzeti Bárdok Kriptájában (Krypta Wieszczów Narodowych na Wawelu) temették el.

## Munkássága
Mickiewicz forma és tartalom tekintetében egyaránt valóságos forradalmat csinált az irodalomban. Költeményeinek első gyűjteménye (Vilna, 1822-23) balladákat és románcokat tartalmaz, ebben jelent meg a Ősök (Dziady) második és negyedik része is. Az itt megnyilatkozó új romantikus irány legszebb diadalát aratta a Konrad Wallenrod (1829) című epikus elbeszéléssel, melynek hazafias szelleme határtalan lelkesedést keltett az ifjúságban. Költészetének tetőpontján, 1832-1834-ben írta a Dziady harmadik részét és a Petersburgot, melyben az 1824-es vilnai inkvizíciót pellengérezi ki. Párizsban, honvágyának és gyermekkori emlékeinek hatása alatt keletkezett Pan Tadeusz című terjedelmes epikus költeménye, „a lengyel nemesi élet enciklopédiája” (Párizs, 1834). Már előbb kiadta nagy hatású prózai művét, mely programot adott a nagy emigrációnak: A lengyel nemzet és a lengyel zarándokság könyvei (Księgi narodu polskiego i pielgrzymstwa polskiego) (Párizs, 1832), melyben bibliai nyelven dicsőíti Lengyelország múltját és jövőjét. Ezután a drámában is tett kísérleteket francia nyelven (Les confédérés de Bar, 1836); írt gyönyörű lírai költeményeket, politikai meséket, fordított Byrontól és Schillertől és több irodalmi és polémikus dolgozatot adott közre.

## Magyarul
- Mickiewicz Ádám szonettjei; ford., bev. Béri Gyula; Franklin, Bp., 1895 (Olcsó könyvtár)
- Mickiewicz válogatott írásai; szerk. Kardos László, Kovács Endre, tan. Nikoláj Tyihonov, Mieczyslaw Jastrun, ford., jegyz. Kovács Endre; Révai, Bp., 1950
- Krími szonettek; ford., bev., jegyz. Radó György, térkép Szántó Pál; Új Magyar Kiadó, Bp., 1955
- Pan Tadeusz; ford., jegyz. Sebők Éva, bev. Kovács Endre; Európa, Bp., 1957
- Mickiewicz válogatott versei; vál. Elbert János, szerk. Varsányi István, bev. Kovács Endre, utószó, jegyz. Hary Judit; Móra, Bp., 1961 (A világirodalom gyöngyszemei)
- Az ősök; ford. Pákozdy Ferenc, bev., jegyz. Kerényi Grácia; Európa, Bp., 1963
- Pan Tadeus vagy Az utolsó birtokfoglalás Litvániában. Nemesi történet 1811-12-ből tizenkét verses könyvben; nyersford. Varsányi István, ford., utószó Rónay György, jegyz. Kovács István; Európa, Bp., 1977
- A lengyel nép és lengyel zarándokság könyvei. Magyar, lengyel és francia nyelven; előszó D. Molnár István, utószó Kovács István; Széphalom Könyvműhely, Bp., 1998
- Ősök; ford., tan., szerk. Bella István; Beza Bt., Bp., 2000

## Emlékezete
- Nevét viselte az 1929–1948 között működő Magyar Mickiewicz Társaság, valamint az 1936-ban alapított Magyar Mickiewicz Társaság nagydíja magánkitüntetés.
- Dunaújvárosban a Nowa Huta tér melletti Mickiewicz Ádám nevű utcácskát róla nevezték el. Az utcanévben a költő nevét magyar forma (családnév, keresztnév) szerint írták át.
- Halálának 100. évfordulója inspirálta a krakkói Adam Mickiewicz-emlékmű felállítását, mely Lengyelország egyik legismertebb emlékműve.
- Budapesten a III. kerületben (Aquincum) a Római sétány - Városfal utca - Vizimolnár utca közötti Adam Mickiewich park nevű teret róla nevezték el. A költőnek mellszobra is van a téren.